# Saison 1965-1966 de la LNH
Saison précédente Saison suivante
La saison 1965-1966 est la 49e saison régulière de la Ligue nationale de hockey. Six équipes ont joué chacune 70 matchs.
Le trophée Lester-Patrick fait son apparition cette saison afin de récompenser un individu ou à groupe d’individus pour les services rendus au hockey sur glace aux États-Unis. Jack Adams est le premier gagnant du trophée.

## Saison régulière
Lors de la saison, alors que les Rangers affrontent les Red Wings de Détroit et que le score est de 3 à 2 pour les Rangers, les Red Wings inscrivent un but et égalisent. Le directeur général des Rangers, Emile Francis, commence alors discuter avec les arbitres de la partie ce qui ne plait pas aux supporters qui s'en prennent à l'entraîneur. Voyant cela, la moitié de l'équipe des Rangers décide d'aller prêter main-forte à leur président. Finalement, 12 joueurs reçoivent une amende totale par la ligue de 1 800 dollars et Francis écope quant à lui de 250 dollars d'amende.
Bobby Hull, avec 54 buts et 97 points, établit de nouveaux records  et remporte trophée Art-Ross et, pour une deuxième année consécutive, le trophée Hart du meilleur joueur de la saison.

## Classement final
Les quatre premières équipes sont qualifiées pour les séries éliminatoires.
| Clt   | Équipe                 | PJ | V  | D  | N  | BP  | BC  | Pts |
| ----- | ---------------------- | -- | -- | -- | -- | --- | --- | --- |
| +001, | Canadiens de Montréal  | 70 | 41 | 21 | 8  | 239 | 173 | 90  |
| +002, | Black Hawks de Chicago | 70 | 37 | 25 | 8  | 240 | 187 | 82  |
| +003, | Maple Leafs de Toronto | 70 | 34 | 25 | 11 | 208 | 187 | 79  |
| +004, | Red Wings de Détroit   | 70 | 31 | 27 | 12 | 221 | 194 | 74  |
| +005, | Bruins de Boston       | 70 | 21 | 43 | 6  | 174 | 275 | 48  |
| +006, | Rangers de New York    | 70 | 18 | 41 | 11 | 195 | 261 | 47  |

- Vainqueur du trophée Prince de Galles
- Qualifié pour les séries éliminatoires

### Meilleurs pointeurs
| Joueur         | Équipe   | PJ | B  | A  | Pts | Pun |
| -------------- | -------- | -- | -- | -- | --- | --- |
| Bobby Hull     | Chicago  | 65 | 54 | 43 | 97  | 70  |
| Stan Mikita    | Chicago  | 68 | 30 | 48 | 78  | 58  |
| Bobby Rousseau | Montréal | 70 | 30 | 48 | 78  | 20  |
| Jean Béliveau  | Montréal | 67 | 29 | 48 | 77  | 50  |
| Gordie Howe    | Détroit  | 70 | 29 | 46 | 75  | 83  |

## Séries éliminatoires de la Coupe Stanley

### Arbre de qualification
|  | Demi-finales                       | Demi-finales              |          |   | Finale de la Coupe Stanley             | Finale de la Coupe Stanley             |
|  | Demi-finales                       | Demi-finales              |          |   | Finale de la Coupe Stanley             | Finale de la Coupe Stanley             |
|  |                                    |                           |          |   |                                        |                                        |
|  | 7, 9, 12 et 14 avril 1966          | 7, 9, 12 et 14 avril 1966 |          |   | 24, 26, 28 avril, 1er, 3 et 5 mai 1966 | 24, 26, 28 avril, 1er, 3 et 5 mai 1966 |
|  | 7, 9, 12 et 14 avril 1966          | 7, 9, 12 et 14 avril 1966 |          |   | 24, 26, 28 avril, 1er, 3 et 5 mai 1966 | 24, 26, 28 avril, 1er, 3 et 5 mai 1966 |
|  | Montréal                           | 4                         |          |   | 24, 26, 28 avril, 1er, 3 et 5 mai 1966 | 24, 26, 28 avril, 1er, 3 et 5 mai 1966 |
|  | Montréal                           | 4                         |          |   | 24, 26, 28 avril, 1er, 3 et 5 mai 1966 | 24, 26, 28 avril, 1er, 3 et 5 mai 1966 |
|  | Toronto                            | 0                         |          |   | 24, 26, 28 avril, 1er, 3 et 5 mai 1966 | 24, 26, 28 avril, 1er, 3 et 5 mai 1966 |
|  | Toronto                            | 0                         | Montréal | 4 |                                        |                                        |
|  | 7, 10, 12, 14, 17 et 19 avril 1966 |                           | Montréal | 4 |                                        |                                        |
|  |                                    | Détroit                   | 2        |   |                                        |                                        |
|  | Chicago                            | Détroit                   | 2        | 2 |                                        |                                        |
|  | Chicago                            |                           |          | 2 |                                        |                                        |
|  | Détroit                            | 4                         |          |   |                                        |                                        |
|  | Détroit                            | 4                         |          |   |                                        |                                        |

### Finale
Les Canadiens de Montréal gagnent leur seconde Coupe Stanley consécutive en battant les Red Wings de Détroit sur le score de 4 matchs à 2.

## Récompenses

### Trophées
| Trophée                | Vainqueur          | Équipe                 |
| ---------------------- | ------------------ | ---------------------- |
| Trophée Calder         | Brit Selby         | Maple Leafs de Toronto |
| Trophée Art-Ross       | Bobby Hull         | Black Hawks de Chicago |
| Trophée Hart           | Bobby Hull         | Black Hawks de Chicago |
| Trophée Conn-Smythe    | Roger Crozier      | Red Wings de Détroit   |
| Trophée James-Norris   | Jacques Laperrière | Canadiens de Montréal  |
| Trophée Lady Byng      | Alex Delvecchio    | Red Wings de Détroit   |
| Trophée Lester-Patrick | Jack Adams         | Jack Adams             |

| Trophée                  | Équipe                |
| ------------------------ | --------------------- |
| Trophée Prince de Galles | Canadiens de Montréal |
| Coupe Stanley            | Canadiens de Montréal |

### Équipes d'étoiles
| Position       | Première équipe    | Première équipe        | Deuxième équipe | Deuxième équipe        |
| Position       | Joueur             | Équipe                 | Joueur          | Équipe                 |
| -------------- | ------------------ | ---------------------- | --------------- | ---------------------- |
| Gardien de but | Glenn Hall         | Black Hawks de Chicago | Gump Worsley    | Canadiens de Montréal  |
| Défenseur      | Jacques Laperrière | Canadiens de Montréal  | Allan Stanley   | Maple Leafs de Toronto |
| Défenseur      | Pierre Pilote      | Black Hawks de Chicago | Pat Stapleton   | Black Hawks de Chicago |
| Ailier gauche  | Bobby Hull         | Black Hawks de Chicago | Frank Mahovlich | Maple Leafs de Toronto |
| Centre         | Stan Mikita        | Black Hawks de Chicago | Jean Béliveau   | Canadiens de Montréal  |
| Ailier droit   | Gordie Howe        | Red Wings de Détroit   | Bobby Rousseau  | Canadiens de Montréal  |